# Nirmal Chettri
Nirmal Chettri (Melli, 21 ottobre 1990) è un ex calciatore indiano, di ruolo difensore.

## Carriera

### Club

#### Inizi
Dopo aver militato nelle giovanili del Sikkim, nel 2006 si è trasferito all'Air India. Ha giocato con il club biancorosso per due stagioni. Nel 2008 viene ceduto all'East Bengal, squadra nella quale ha militato fino al 2012. Con il club giallorosso ha vinto due Federation Cup. Nel maggio 2012 viene ceduto al Mohun Bagan. Il debutto in campionato con i Marines è avvenuto il 6 ottobre 2012, nell'incontro Shillong Lajong-Mohun Bagan (2-0). Ha militato nel club di Calcutta per una stagione, collezionando in totale 25 presenze e una rete in campionato.

#### 2013-2017: dal Mohammedan al NorthEast United
Nel 2013 viene ceduto in prestito secco al Mohammedan. Il debutto con la nuova maglia è avvenuto il 30 novembre 2013, nell'incontro di campionato Mohammedan-Dempo (0-0). Con i black panters ha collezionato, in totale, 12 presenze e una rete in campionato. Il 1º luglio 2014, contestualmente al termine del prestito, il Mohun Bagan lo ha ceduto a titolo definitivo al Kerala Blasters. Ha debuttato con la nuova maglia il 13 ottobre 2014, nell'incontro di campionato NorthEast United-Kerala Blasters (1-0). Il 4 gennaio 2015 viene girato in prestito al Dempo. Ha debuttato con la nuova maglia il successivo 17 gennaio, nell'incontro Bengaluru-Dempo (0-0). Nel giugno del 2015 è tornato al Kerala Blasters, ma è successivamente ceduto a titolo definitivo al Dempo. Il 25 maggio 2016 viene acquistato a titolo definitivo dal NorthEast United. Ha debuttato con gli highlanders il 1º ottobre 2016, nell'incontro di campionato NorthEast United-Kerala Blasters (1-0).

#### Ultimi anni
Il 15 dicembre 2016 viene ufficializzato il suo trasferimento in prestito al DSK Shivajians. Il debutto con la nuova maglia è avvenuto il 14 gennaio 2017, nell'incontro di campionato DSK Shivajians-East Bengal (1-2). Terminato il prestito, nell'estate 2017 ha fatto ritorno al NorthEast United. Il 12 luglio 2018 è passato al FC Goa. Il debutto con i Reddes è avvenuto l'8 novembre 2018, in FC Goa-Delhi Dynamos (3-2). Nel settembre 2019 ha rescisso il proprio contratto. Rimasto svincolato, è stato ingaggiato dal Punjab. Il debutto in campionato è avvenuto il 29 gennaio 2020, in Punjab-NEROCA (3-2). Al termine della stagione è rimasto svincolato. L'11 luglio 2022 è stato ingaggiato dal Southern Samity. Il 7 novembre 2022 ha annunciato il suo ritiro.

### Nazionale
Ha debuttato in Nazionale maggiore il 19 febbraio 2010, in Turkmenistan-India (1-0). Ha partecipato, con la Nazionale, alla SAFF Cup 2011 e alla SAFF Cup 2013. È sceso in campo, inoltre, nelle Qualificazioni alla Coppa d'Asia 2011 e 2015. Ha collezionato in totale, con la maglia della Nazionale maggiore, 18 presenze.

## Statistiche

### Cronologia presenze e reti in nazionale
| Cronologia completa delle presenze e delle reti in nazionale ― India | Cronologia completa delle presenze e delle reti in nazionale ― India | Cronologia completa delle presenze e delle reti in nazionale ― India | Cronologia completa delle presenze e delle reti in nazionale ― India | Cronologia completa delle presenze e delle reti in nazionale ― India | Cronologia completa delle presenze e delle reti in nazionale ― India | Cronologia completa delle presenze e delle reti in nazionale ― India | Cronologia completa delle presenze e delle reti in nazionale ― India |
| Data                                                                 | Città                                                                | In casa                                                              | Risultato                                                            | Ospiti                                                               | Competizione                                                         | Reti                                                                 | Note                                                                 |
| -------------------------------------------------------------------- | -------------------------------------------------------------------- | -------------------------------------------------------------------- | -------------------------------------------------------------------- | -------------------------------------------------------------------- | -------------------------------------------------------------------- | -------------------------------------------------------------------- | -------------------------------------------------------------------- |
| 19-2-2010                                                            | Colombo                                                              | Turkmenistan                                                         | 1 – 0                                                                | India                                                                | Qual. Coppa d'Asia 2011                                              | -                                                                    |                                                                      |
| 21-2-2010                                                            | Colombo                                                              | India                                                                | 0 – 3                                                                | Corea del Nord                                                       | Qual. Coppa d'Asia 2011                                              | -                                                                    |                                                                      |
| 5-12-2011                                                            | Delhi                                                                | India                                                                | 5 – 0                                                                | Bhutan                                                               | SAFF Championship 2011 - Gironi                                      | -                                                                    |                                                                      |
| 7-12-2011                                                            | Delhi                                                                | India                                                                | 3 – 0                                                                | Sri Lanka                                                            | SAFF Championship 2011 - Gironi                                      | -                                                                    |                                                                      |
| 9-12-2011                                                            | Delhi                                                                | India                                                                | 3 – 1                                                                | Maldive                                                              | SAFF Championship 2011 - Semifinali                                  | -                                                                    |                                                                      |
| 11-12-2011                                                           | Delhi                                                                | India                                                                | 4 – 0                                                                | Afghanistan                                                          | SAFF Championship 2011 - Finale                                      | -                                                                    |                                                                      |
| 13-3-2012                                                            | Kathmandu                                                            | Corea del Nord                                                       | 4 – 0                                                                | India                                                                | Qual. Coppa d'Asia 2015                                              | -                                                                    |                                                                      |
| 22-8-2012                                                            | Margao                                                               | India                                                                | 2 – 1                                                                | Siria                                                                | Coppa Nehru 2012 - Gironi                                            | -                                                                    | 73’                                                                  |
| 25-8-2012                                                            | Margao                                                               | India                                                                | 3 – 0                                                                | Maldive                                                              | Coppa Nehru 2012 - Gironi                                            | -                                                                    | 90’                                                                  |
| 2-9-2012                                                             | Delhi                                                                | India                                                                | 2 – 2 dts (5 - 4 dtr)                                                | Camerun                                                              | Coppa Nehru 2012 - Finale                                            | -                                                                    | 43’ 90+3’                                                            |
| 16-10-2012                                                           | Singapore                                                            | Singapore                                                            | 2 – 0                                                                | India                                                                | Amichevole                                                           | -                                                                    |                                                                      |
| 2-3-2013                                                             | Yangon                                                               | India                                                                | 2 – 1                                                                | Taiwan                                                               | Qual. Coppa d'Asia 2015                                              | -                                                                    |                                                                      |
| 14-8-2013                                                            | Khujand                                                              | Tagikistan                                                           | 3 – 0                                                                | India                                                                | Amichevole                                                           | -                                                                    | 17’                                                                  |
| 1-9-2013                                                             | Kathmandu                                                            | India                                                                | 1 – 0                                                                | Pakistan                                                             | SAFF Championship 2013 - Gironi                                      | -                                                                    |                                                                      |
| 03-09-2013                                                           | Kathmandu                                                            | Bangladesh                                                           | 1 – 1                                                                | India                                                                | SAFF Championship 2013 - Gironi                                      | -                                                                    | 65’                                                                  |
| 05-09-2013                                                           | Kathmandu                                                            | India                                                                | 1 – 2                                                                | Nepal                                                                | SAFF Championship 2013 - Gironi                                      | -                                                                    |                                                                      |
| 09-09-2013                                                           | Kathmandu                                                            | Maldive                                                              | 0 – 1                                                                | India                                                                | SAFF Championship 2013 - Semifinali                                  | -                                                                    | 42’                                                                  |
| 11-09-2013                                                           | Kathmandu                                                            | Afghanistan                                                          | 2 – 0                                                                | India                                                                | SAFF Championship 2013 - Finale                                      | -                                                                    | 86’                                                                  |
| Totale                                                               |                                                                      | Presenze                                                             | 18                                                                   |                                                                      | Reti                                                                 | 0                                                                    |                                                                      |

## Palmarès

### Club

#### Competizioni nazionali
- Coppa della federazione indiana: 2

East Bengal: 2009, 2010
- Super Cup: 1

Goa: 2019

### Nazionale
- SAFF Championship: 1

2011
- Coppa Nehru: 1

2012